# إلينا أريناس
إلينا أريناس (بالإنجليزية: Elena Arenas)‏ هي لاعبة جمباز فني أمريكية، ولدت في 31 أغسطس 2001 في ميلدغفيل في الولايات المتحدة.